# Гвинтівка Спрінгфілд
Термін Гвинтівка Спрінгфілд (англ. Springfield rifle) — може відноситися до будь-якого з декількох типів стрілецької зброї, виготовленої на збройному арсеналі  Springfield Armory у місті Спрингфілд, штат Массачусетс, для збройних сил Сполучених Штатів Америки.

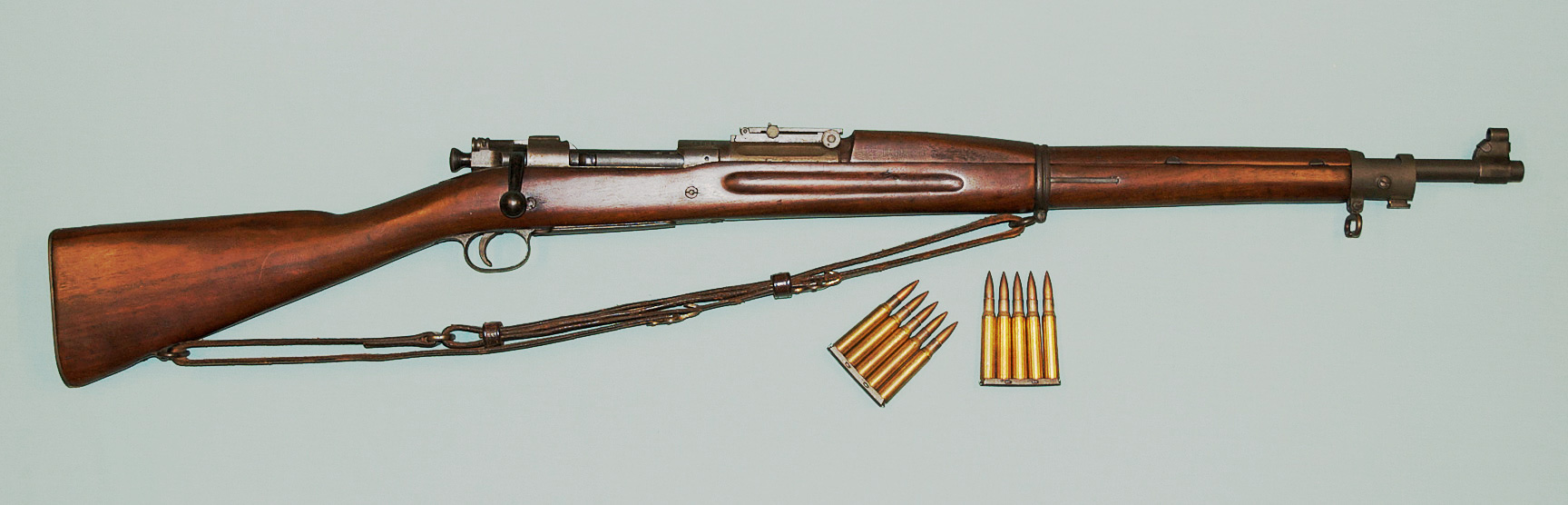
M1903 Springfield rifle

У сучасному розумінні термін «Гвинтівка Спрінгфілд» найчастіше використовується у відношенні до Springfield M1903.

## Нарізні мушкети
- Springfield M1855 — нарізний мушкет, розроблений у 1856 році. Всього було випущено близько 60 тис. екземплярів, протягом 1856—1860 році.
- Springfield M1861 — нарізний мушкет, розроблений у 1861 році. Всього було випущено близько 1 мільйону екземплярів, протягом 1861—1872 років.
- Springfield M1863 — нарізний мушкет, розроблений у 1863 році. Всього було випущено близько 700 тис. екземплярів, протягом 1863—1865 років.

## Однозарядні гвинтівки

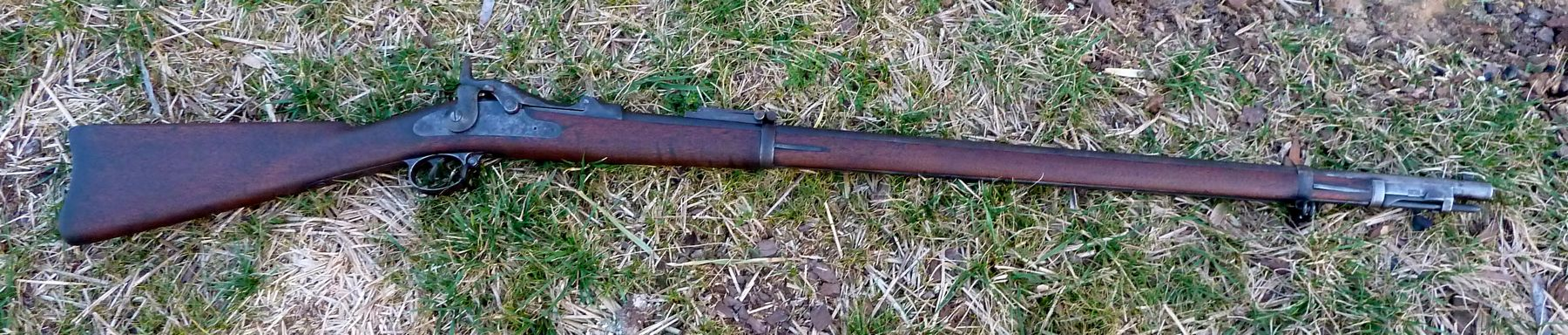
Springfield M1884

- Springfield M1865 — однозарядна гвинтівка «Перший Аллін», розроблена у 1865 році.
- Springfield M1866 — однозарядна гвинтівка «Другий Аллін», розроблена у 1866 році. Всього було розроблено близько 52 тис. екземплярів протягом 1867—1869 років.
- Springfield M1868 — Одна з трьох гвинтівок серії англ. Trapdoor Springfield. Розроблена у 1868 році, всього було вироблено близько 52 тис. екземплярів.
- Springfield M1869 — Одна з трьох гвинтівок серії англ. Trapdoor Springfield. Розроблена у 1869 році, всього було вироблено близько 3400 екземплярів.
- Springfield M1870 — Одна з трьох гвинтівок серії англ. Trapdoor Springfield. Розроблена у 1870 році, за період 1870—1873 років всього було вироблено близько 11.5 тис. екземплярів.
- Springfield M1870 Remington-Navy — Розроблена у 1870 році для Військово-морських сил США, всього було вироблено близько 10 тис. екземплярів.
- Springfield M1871 — Розроблена у 1871 році компанією Remington Arms Company, у період з 1871—1872 роках було вироблено близько 10 тис. екземплярів.
- Springfield M1873 — Розроблена у 1873 році, за період 1873—1892 було вироблено всього близько 700 тис. екземплярів.
- Springfield M1875 — офіцерська гвинтівка армії США, розроблена у 1875 році. Модифікація Springfield M1873.
- Springfield M1877 — Розроблена у 1877 році гвинтівка/карабін армії США. Модифікація Springfield M1873.
- Springfield M1880 — Розроблена на базі Springfield M1873 у 1880 році, гвинтівка для армії США. Всього було виготовлено близько 1 тис. екземплярів.
- Springfield M1882 — Розроблена на базі Springfield M1873 у 1882 році, укорочена гвинтівка армії США.

- Springfield M1884 — Розроблена на базі Springfield M1873 у 1884 році, гвинтівка армії США.
- Springfield M1886 — Розроблена у 1886 році гвинтівка армії США. Всього було виготовлено близько 1 тис. екземплярів.
- Springfield M1888 — Розроблена у 1888 році гвинтівка армії США. Всього за період 1890—1893, було виготовлено близько 60 тис. екземплярів.

## Магазинні гвинтівки
- Springfield M1892-99 — гвинтівка Краг-Йоргенсен.
- Springfield M1903 — стандартна гвинтівка американських військових періоду Першої світової війни — початок Другої світової війни.
- Springfield M1922 — Навчальна гвинтівка .22 калібру.

## Напівавтоматичні гвинтівки
- M1 Garand — американська самозарядна гвинтівка часів Другої світової війни. Розроблена у 1928 році, всього було випущено 6.25 мільйонів екземплярів протягом 1936—1957 років та початку 1980-х.[1]
- M14 гвинтівка — американська автоматична гвинтівка, що замінила собою M1 Garand у Збройних силах США. Розроблена у 1954 році, всього було випущено близько 1.5 мільйонів[2] протягом 1959—1964 років.[3][4]

## Інше
- Стрілець із Спрінгфілда (англ. Springfield Rifle) — американський фільм 1952 року.